# バルンストルフ
バルンストルフ (ドイツ語: Barnstorf、低地ドイツ語: Baarnstrup) は、ドイツ連邦共和国ニーダーザクセン州ディープホルツ郡のザムトゲマインデ・バルンストルフの行政機関が存在するフレッケン（都市権の一部を認められた比較的大きな町）である。

## 地理

### 位置
バルンストルフは、デュンマー自然公園とヴィルデスハウザー・ゲースト自然公園との間に位置する。ブレーメンとオスナブリュックのほぼ中間に当たる。街の西にはグローセ・モーアがある。町内をフンテ川が流れている。

### 自治体の構成
フレッケン・バルンストルフには、アルドルフ地区、ドレーケ/メーケル地区、レヒテルン地区が属す。

### 気候
北海からの湿った北西風による影響を受けた穏やかな海洋性気候が支配的である。レムフェルデの長期平均気温は 8.5 から 9.0℃、降水量は約 700 mm である。5月から8月までの間に平均20日から25日の夏日（最高気温が25℃を超える日）が観測される。

## 歴史

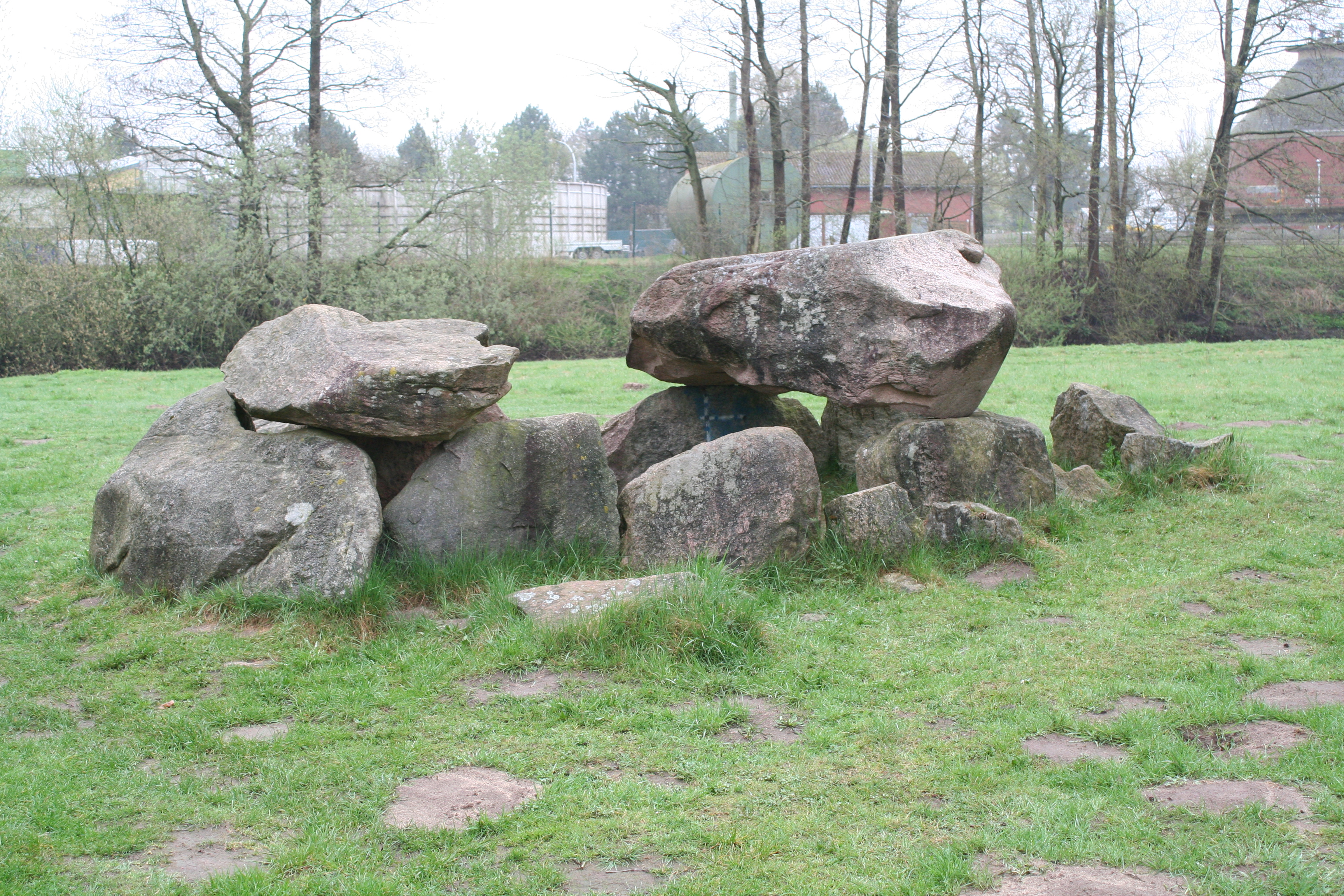
デュステの羨道墳

考古学的出土品が、バルンストルフ周辺地域では新石器時代から定住がなされていたことを証明している。デュステの羨道墳がここに移築されている。780年以降カール大帝によって征服されたザクセン人をキリスト教化するための9つの布教管区が設けられ、この中のヴィスベーク布教区にゲルベルト・カストゥス修道院長によってこの周辺地域に初期の教会組織が創設された。その1つがレリガウのバルンストルフ教区教会であった。
バルンストルフは890年に初めて文献に記録されている。オスナブリュック司教領とミュンスター司教領の境界に近いことからこの集落は何度も戦場となった。バルンストルフは15世紀からディープホルツ伯領の一部となったが、その後ブラウンシュヴァイク公領に属した。バルンストルフは1550年頃にディープホルツ伯からフレッケン特権を授与された。1585年にディープホルツ伯家が断絶した後、1592年にブラウンシュヴァイク＝リューネブルク公エルンスト2世によって引き続きフレッケン特権が承認された。
フランスによる占領集結後、この集落と周辺の小集落はハノーファー王国に属した。この集落は1872年に鉄道ブレーメン - オスナブリュック線に接続した。1952年にヴィンタースハル AG によって初めて石油および天然ガスのボーリング調査が行われた。ドイツ連邦軍は1964年にここに第25防空ロケット大隊を配備し、2005年に廃止した。バルンストルフは1974年からザムトゲマインデ・バルンストルフの本部所在地となっている。

### 地名
9世紀から10世紀の日付を同定するのが難しい文書に Bernatheshusen という記述があり、これが初出の可能性がある。980年には Bernesthorpe と表記されている。これはゲルマン人の人名 Bernant に由来する。

### 町村合併
1974年3月1日にアルドルフ、ドレーケ、レヒテルンが合併した。

## 行政

### 議会
フレッケン・バルンストルフの町議会は19議席からなる。これは人口6001人から7000人のザムトゲマインデに属す町村の議員定数に調整議席を加えたものである。議員は5年ごとに住民の選挙で選出される。

### 首長
町議会は、町議会議員のエルケ・エルマン（同盟90/緑の党）を名誉職の町長に選出した。
過去の町長:第二次世界大戦後の町長を列記する。
- 1945年 - 1946年: H. グレーネ
- 1946年 - 1952年: M. シュトッキンガー
- 1953年: L. ヴェーテンカンプ
- 1954年 - 1968年: M. シュトッキンガー
- 1968年 - 1994年: ルドルフ・ドゥンガー (FDP)
- 1994年 - 1996年: エリカ・マイヤー (FDP)
- 1996年 - 2001年: ブリギッテ・ディールカー (SPD)
- 2001年 - 2011年: ペーター・ルター (CDU)
- 2011年 - : エルケ・エルマン (Grüne)

### 紋章
図柄: 赤地。青い冠を被り、青い爪と舌で威嚇する金色の獅子。前脚に銀の十字架を持っている。
解説: 銀色の十字架は教会に献じられている。青い爪、冠、舌はフンテ川を表している。

## 文化と見所、年中行事

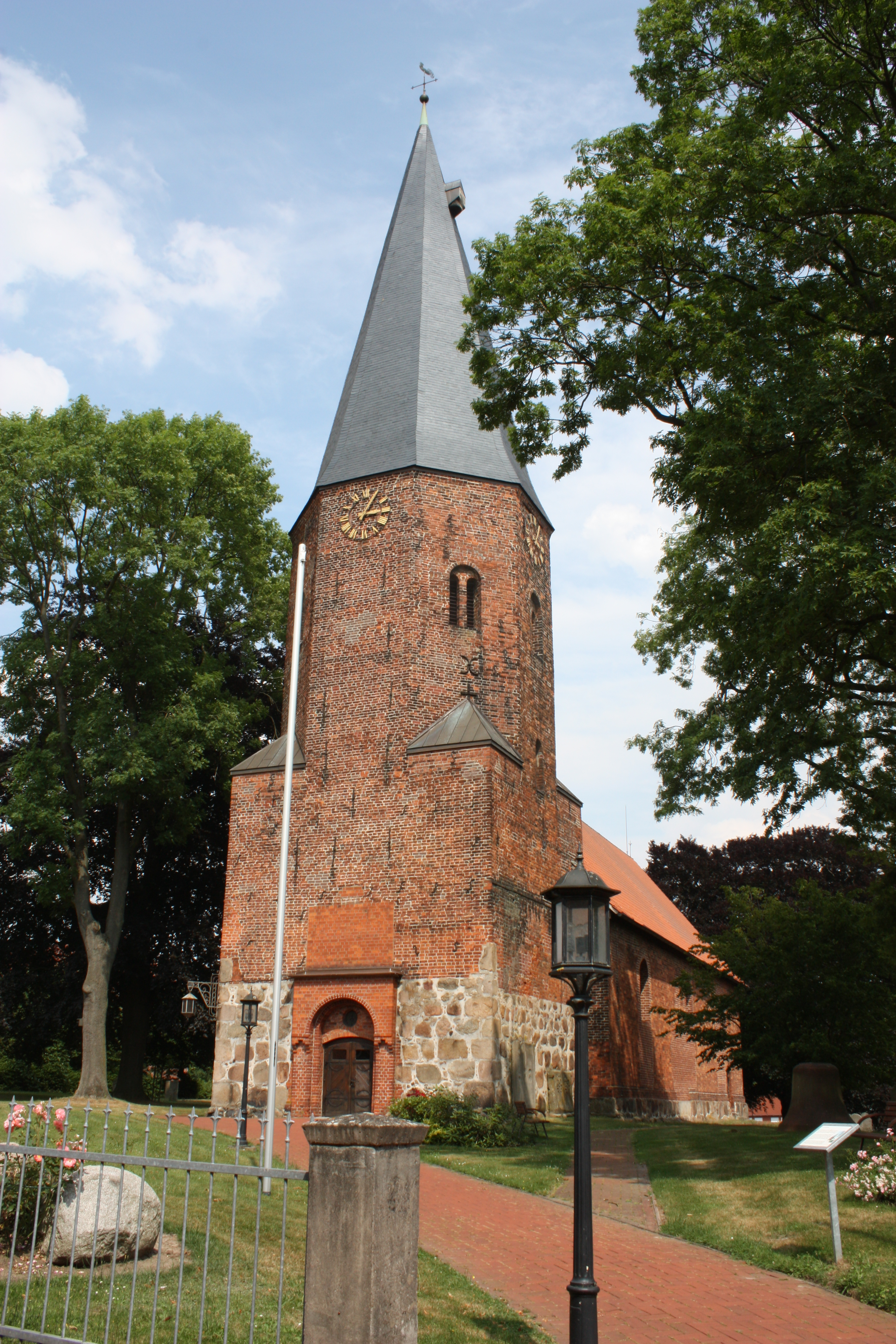
聖ファイト教会

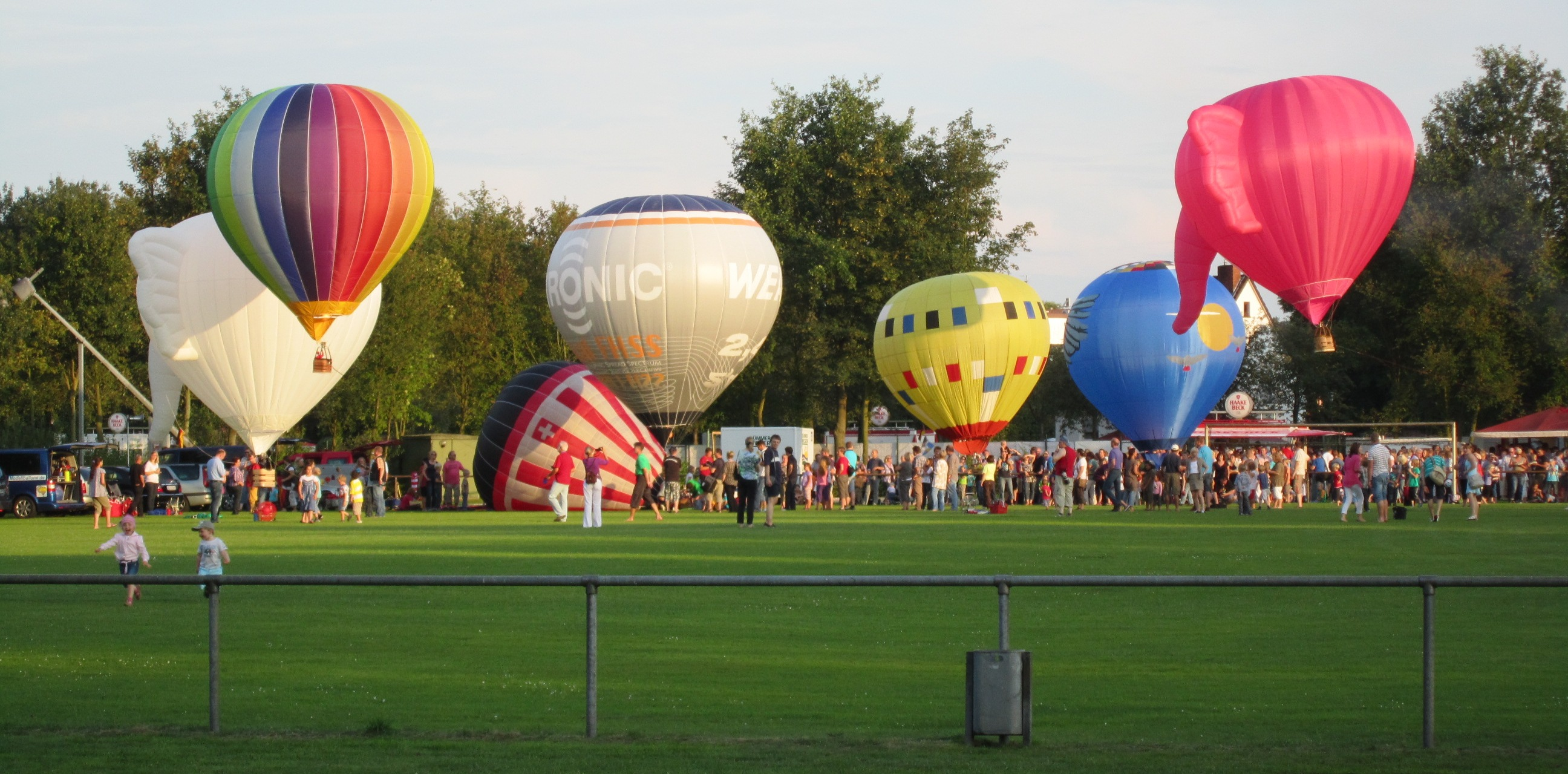
バルンストルフ・バルーンレース・フェスティバル

バルンストルフの建造文化財リストには11件が登録されている。
- 福音主義ルター派聖ファイト教会は、レンガ造りの後期ロマネスク様式のザールキルヒェ（ドイツ語版、英語版）である。
- バルンストルフで最も古い家屋の1つがキルヒ通り14番地に建つ1784年建造のコイネッケ＝ハウスである[10]。
- アム・ローゼンガルテン通り沿いに、カトリックの聖バルバラおよびヘドヴィヒ教会がある。
- 旧墓地の墓石は18/19世紀に建立された。
- バルンストルフのユダヤ人墓地は文化財に指定されている。これはディープホルツ郡に8箇所ある保存状態の良いユダヤ人墓地のうちの1つである。アム・ローゼンガルテン通り沿いの墓地には1876年から1936年までのユダヤ人埋葬者のための墓石が12基ある。
- ユダヤ人墓地とカトリック教会に隣接して、かつての農場主の館マイヤー＝ケスター＝ハウスがある。ここは郷土博物館および催事場に改築されている。敷地には、この地域の歴史的な農場建築が数多く建っている[11]。
- デュステの羨道墳は発掘直後に取り壊され、バルンストルフ北西の近郊保養地にオリジナルに忠実に再建された。
- バルンストルフ・バルーンレース・フェルティバルは、2年ごとの夏にニーダーザクセン杯のレースとして開催される。
- 4月の第2週末に、がらくた市、商店の開いている日曜日、バルンストルフ環境体験センター (BUEZ) でのガーデンデーを伴う「フリューリングスエアヴァッヘン」（直訳: 春の目覚め）が開催される。
- 「フンテツァウバー」（直訳: フンテの魔法）はバルンストルフ・バルーンレース・フェルティバルと交互に2年ごとに開催される。
- 町内には数多くの見応えのある建物が存在する。ある地元企業は1990年代初めから様々な様式の城に模した住居やオフィスを建設している。
- 町内には芸術家グンター・デムニヒ（ドイツ語版、英語版）により7基の「躓きの石」が2009年から2010年に設置された。

## 経済と社会資本

### 経済

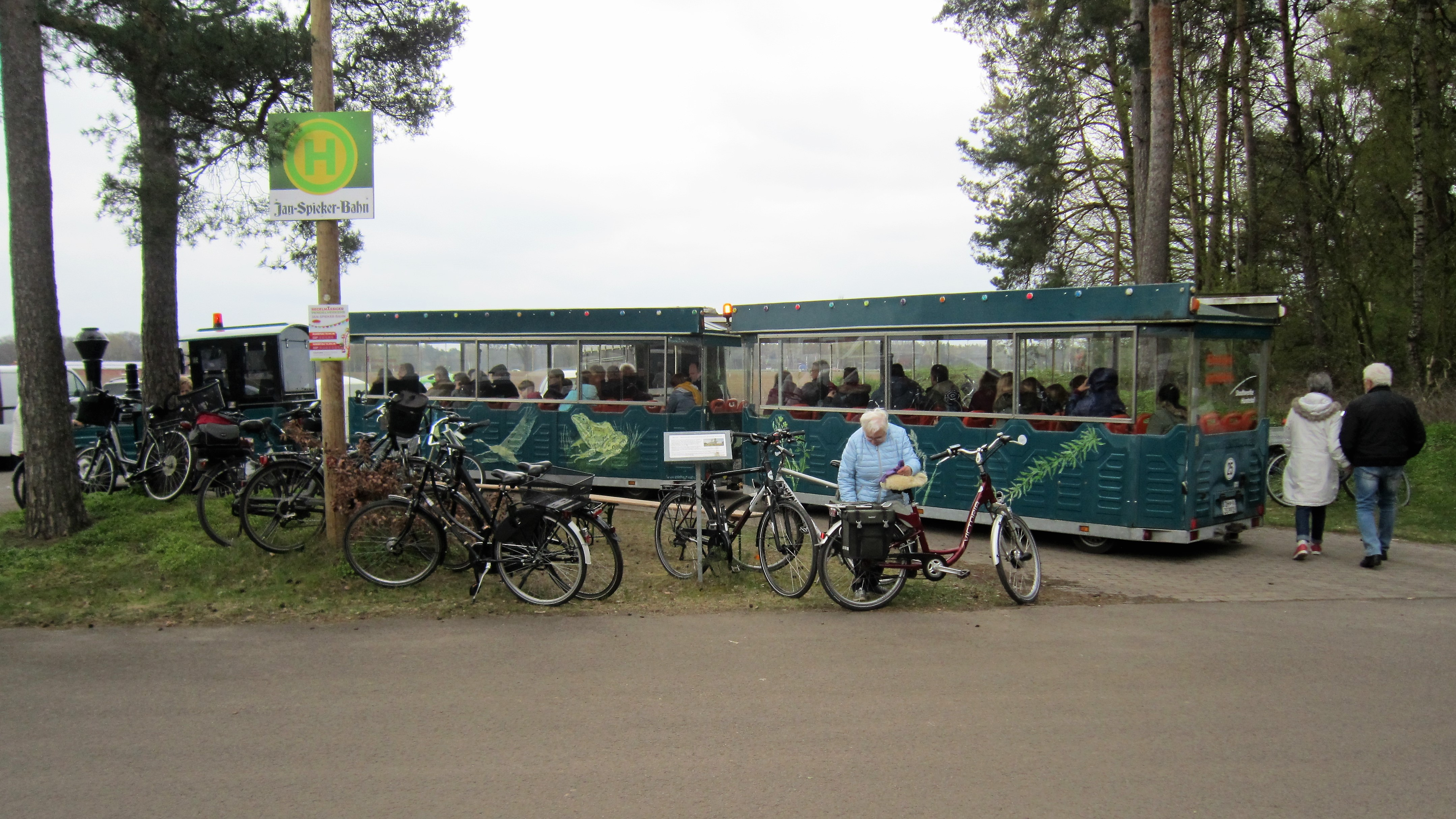
ヤン・シュピーカー号

#### 観光業
2007年にザムトゲマインデ・バルンストルフに委託された専門家の意見書が公開された。これはデュンマー湖とヴィルデスハウゼン市との間のフンテ川を利用したウォーターツーリズムに関するものであった。その結果、堰にカヌーを乗り降りする場所が設けられた。
バルンストルフは、地域を超えたブリュッケンラートヴェーク（直訳: 橋梁自転車道、オスナブリュック - ブレーメン）のステーションである。さらに周回自転車道エールトオールルーテ（直訳: 石油ルート）の出発点でもある。これはザムトゲマインデ・バルンストルフを通る全長 32 km の周回自転車道で、石油や天然ガス採掘の様々な側面を示す多くのステーションをたどる。サイクリング旅行客にはこの他に、ザムトゲマインデの各構成自治体にパズル＝ツアーのコースがあり、これらを組み合わせて旅することもできる。
バルンストルフ環境体験センター (BUEZ) とゴルデンシュテットの自然保護・情報センターとの間を、暖かい季節には定期的に「ヤン・シュピーカー号」が運行している。

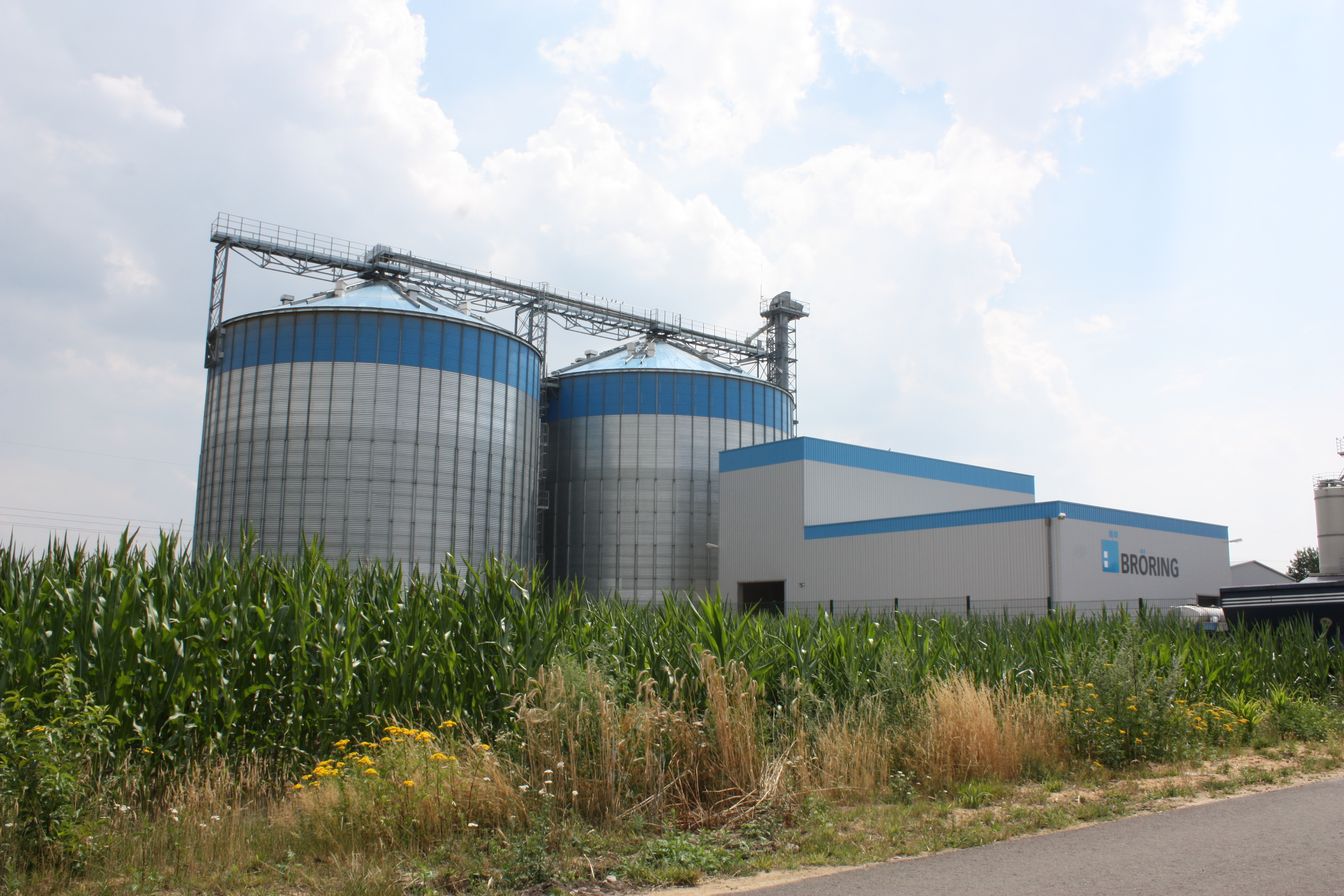
ブレーリング社

#### 地元企業
- ヴィンタースハル（ドイツ語版、英語版）（石油、天然ガス製品）[17]
- LRファシリティー・サービス（手工業および建築サービス）
- ブレーリング（飼料製造、農機具販売）
- BTB建築資材輸送（国際的に活動する輸送業者）
- ルービング（農業機械を中心とした機械製造業者）
- プロテック合成樹脂製造技術

### 交通

#### 道路
- ブレーメンからバッスムおよびディープホルツを経由してオスナブリュックに至る連邦道 B51号線がバルンストルフの中心部を通っている。バイパス道路建設の計画承認手続きは、都市建設法上の理由から2010年夏に停止した[18]。新しい計画が進められているが、新ルートはまだ決まっていない。旧ルートの土地には体育館と2つの住宅地が造られた。
- 最寄りのアウトバーン A1号線のインターチェンジまでは、B51号線と B214号線経由で 32 km である。

#### 鉄道
バルンストルフ（ハン）駅はヴァネ＝アイケル - ハンブルク線の駅で、1873年5月15日に開業した。現存する駅舎は1872年に完成した。駅とその広場の改造は、自治体や民間が関与した小さな鉄道駅の改良例とされている。2011年の1日あたりの乗降客数は1000人を下回った。現在はレギオナルエクスプレス RE 9（オスナブリュック - ブレーメン - ブレーマーハーフェン）が運行している。駅名に添えられている「（ハン）」は、この町が1814年から1866年まで存在していたハノーファー王国に属していたことを示している。

#### バス
バルンストルフでは、月曜日から金曜日まで通学時間帯以外にも、DH-バスによってディープホルツとツヴィストリンゲンとの間を運行するバス路線 125 が利用できる。

### 教育
- バルンストルフ基礎課程学校
- クリスティアン＝ヒュルスマイヤー＝シューレ: ギムナジウム課程を有するオーバーシューレ

### 社会福祉
- 託児所「ディー・クライネン・シュトロルヘ」私立託児所
- ドイツ赤十字幼稚園「ヴィラ・クンターブント」
- ドイツ赤十字幼稚園「ホルツヴルム」
- キルヒ通りのバルンストルフ青年センター
- ザムトゲマインデ・バルンストルフ青年センター
- 多世代ハウス

### スポーツ
バルンストルフには多くのスポーツクラブがある。
- MTV ヤン・フォン 1891 バルンストルフ e.V. - 多くのスポーツ種目部門を有するスポーツクラブ。地域を越えて活動しているハンドボールチーム HSGバルンストルフ＝ディープホルツを擁する。
- バルンストルファー・シュポルトフェライン e.V. - 1929年創設のサッカークラブ。
- シュヴィムゲマインシャフト・バルンストルフ e.V. - 水泳クラブ
- 乗馬クラブ・ドンストルフ＝ドレントヴェーデ e.V. - レヒテルンに屋内馬場を有する。
- フィッシェライフェライン・バルンストルフ e.V. - 釣りクラブ
- RV "ブリッツ" バルンストルフ - 1900年創設の自転車クラブ。サイクルサッカー/サイクルポロに力を入れている。
- シャッハゲゼルシャフト・バルンストルフ e.V. - チェスクラブ

## 関連図書
- Georg Dehio (1992). “Barnstorf”. Handbuch der Deutschen Kunstdenkmäler. Bremen Niedersachsen. München/Berlin. pp. 190-
- Nancy Kratochwill-Gertich; Antje C. Naujocks (2005). “Diepholz”. In Herbert Obenaus, David Bankier, Daniel Fraenkel. Historisches Handbuch der jüdischen Gemeinden in Niedersachsen und Bremen. Band 1 und 2. Göttingen. pp. 468–478